# SN 2007fy
SN 2007fy – supernowa typu II odkryta 18 lipca 2007 roku w galaktyce A144749+2930. W momencie odkrycia miała maksymalną jasność 20,00m.